# فيل هيل (لاعب هوكي الجليد)
فيل هيل (بالإنجليزية: Phil Hill)‏ هو لاعب هوكي الجليد بريطاني، ولد في 23 مايو 1982 في كارديف في المملكة المتحدة.

## وصلات خارجية
- فيل هيل على موقع EliteProspects.com (الإنجليزية)